# 御所ヶ谷
御所ケ谷（ごしょがだに）は、福岡県福岡市中央区の地名。現行の行政地名は　御所ケ谷（住居表示実施済）。面積は7.78ヘクタール。2023年3月末現在の人口は495人。郵便番号は810-0027。

## 地理
福岡市の都心とされる中央区天神の南南西約2キロメートル、同区のやや南寄りに位置する。北東で薬院伊福町（）及び薬院（）と、東南東で浄水通（）と、南で平尾浄水町（）と、南西で南公園（）と、北西で桜坂（）及び古小烏町（）と隣接している。
緑豊かな小高い丘の上に広がる閑静な住宅地となっているが、学校法人福岡雙葉学園運営の教育施設が多く立ち、文教地区としても知られている。

### 都市計画
都市計画に関しては、「福岡市都市計画マスタープラン」において定められた方針については次のとおりである。土地利用については、戸建住宅などの低層住宅が大部分を占めるが、一部中高層住宅などが立地する「低中層住宅ゾーン」に位置付けられ、東南東側の浄水通などと同様に、低層住宅と中層住宅の調和などがまちづくりの視点とされている。用途地域については次のとおりである。北西側の古小烏町（）や薬院四丁目に隣接する約1.6ヘクタールの地域が第一種住居地域に、れ以外の地域は第一種中高層住居専用地域に指定されている。風致地区については、御所ケ谷のうち福岡市道薬院平尾線の西側が次の地区に含まれており、建築物の建築、宅地の造成、木竹の伐採その他の行為について、都市の風致を維持するための規制がかけられている。
- 「南公園地区」[注釈 3]

## 語源
地名の「御所ケ谷」については、もとは「御所ノ谷」（）と記載されており、語源はコセ（些末）、原義はちょっとした谷状の地形（狭間）であり、コセの語音に好字の御所を当てたといい、つまり、福岡雙葉学園の尾根と金刀比羅神社の尾根との間に挟まれた低地のことであったという説がある。

## 歴史

### 町域の変遷
| 住居表示実施後 | 実施年月日         | 住居表示実施前（各大字の一部） |
| -------------- | ------------------ | ------------------------------ |
| 御所ヶ谷       | 2008年（平成30年） | 御所ヶ谷                       |

## 人口
御所ケ谷について、それぞれ人口の推移を福岡市の住民基本台帳（公称町別）に基づき示す（単位：人）。集計時点は各年9月末現在である。
- 2001年（平成13年）：390
- 2002年（平成14年）：399
- 2003年（平成15年）：465
- 2004年（平成16年）：494
- 2005年（平成17年）：483
- 2006年（平成18年）：570
- 2007年（平成19年）：589
- 2008年（平成20年）：581
- 2009年（平成21年）：581
- 2010年（平成22年）：566
- 2011年（平成23年）：562
- 2012年（平成24年）：568
- 2013年（平成25年）：561
- 2014年（平成26年）：544
- 2015年（平成27年）：520
- 2016年（平成28年）：533
- 2017年（平成29年）：516
- 2018年（平成30年）：528
- 2019年（令和元年）：507
- 2020年（令和2年）：507
- 2021年（令和3年）：482
- 2022年（令和4年）：506

## 主な施設

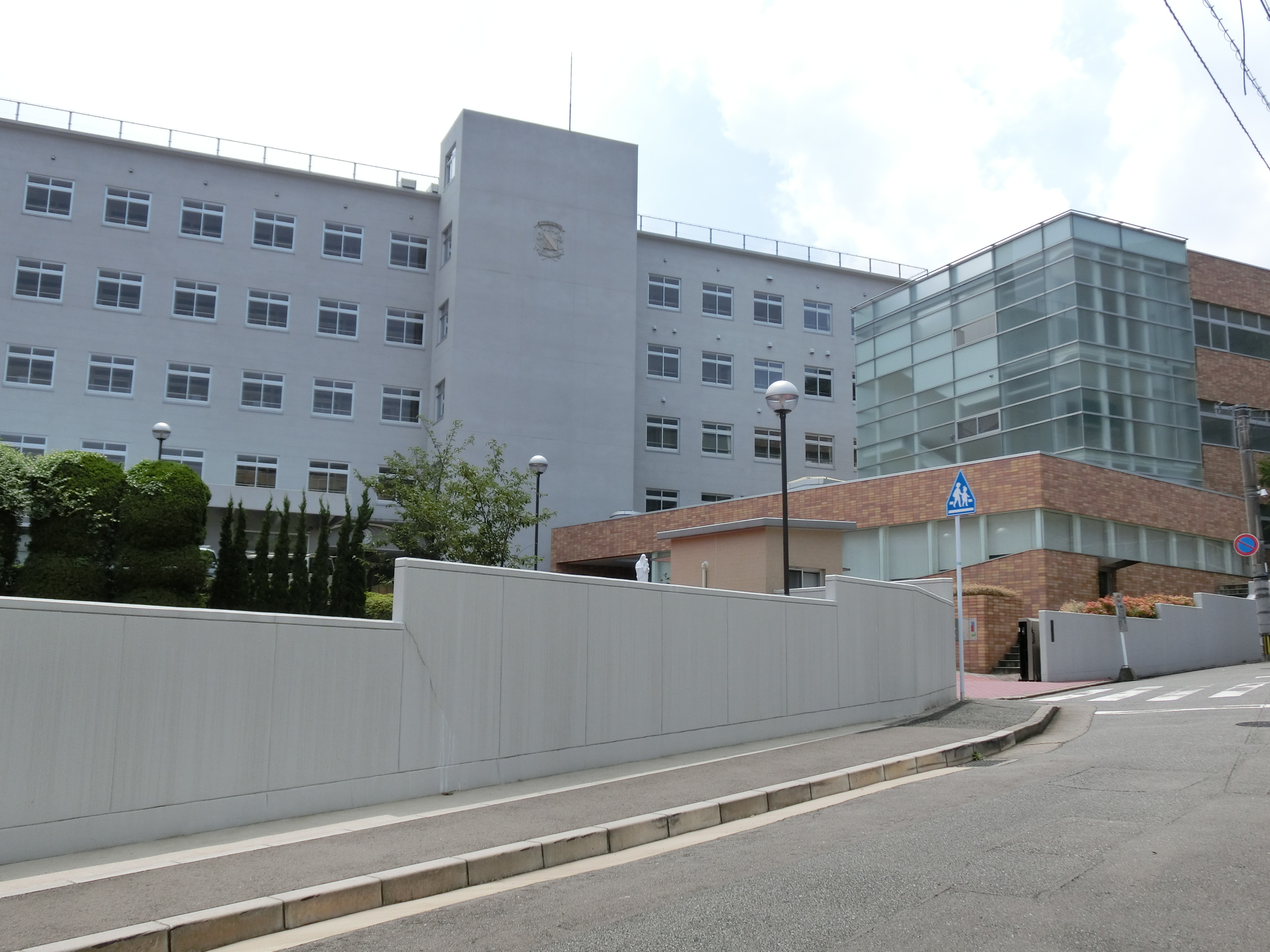
福岡雙葉学園

- 日本キリスト教会 福岡城南教会[13]

### 教育施設
- 学校法人福岡雙葉学園[14]
  - 福岡雙葉小学校附属幼稚園
  - 福岡雙葉小学校
  - 福岡雙葉中学校・高等学校

※町内に公立の教育施設はなく、福岡市立平尾小学校の校区となっている。

## 名所・旧跡
- 南公園（一部[注釈 4]）
- 金刀比羅神社（）（写真1、写真2）[注釈 5]

## 交通

### 鉄道
町内に鉄道は通っていないが、最寄りの鉄道駅は福岡市交通局が運営する福岡市地下鉄七隈線の次の駅で、近くにあり利便性が高い。
- 薬院大通駅（距離は道程で約0.5から0.9キロメートル）
- 桜坂駅（距離は道程で約0.5から0.7キロメートル）

### バス
- 西鉄バス
  - 教会前
  - 雙葉学園入口

※いずれも最寄りのバス停。町内にバスは通っていない。